# Calamity Jane

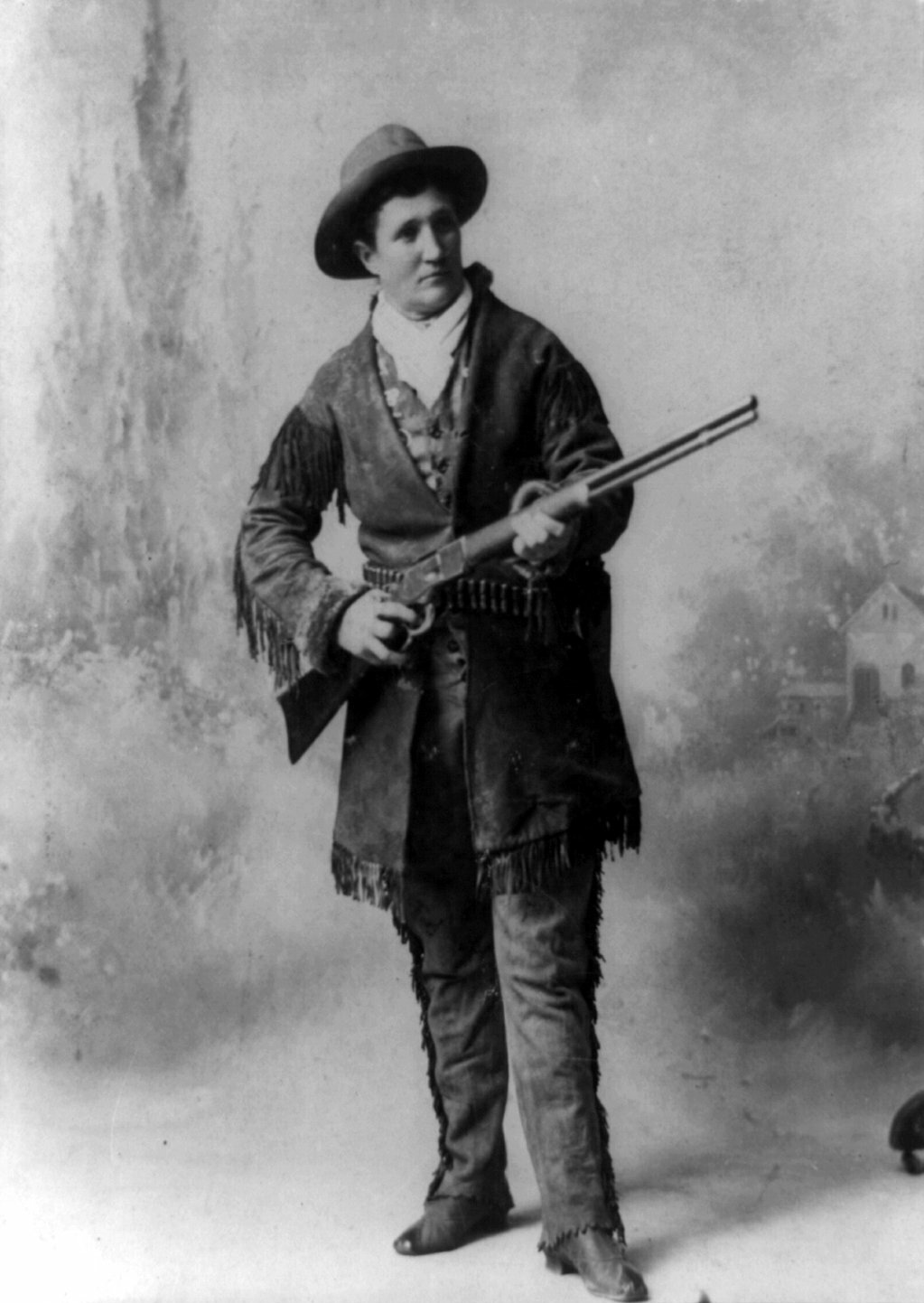
Calamity Jane in einer Aufnahme von 1895

Calamity Jane (englisch für „Katastrophen-Jane“), eigentlich Martha Jane Cannary Burke (* vermutlich 1856 in Princeton, Missouri; † 1. August 1903 in Terry bei Deadwood, South Dakota), war eine US-amerikanische Wild-West-Heldin.

## Leben

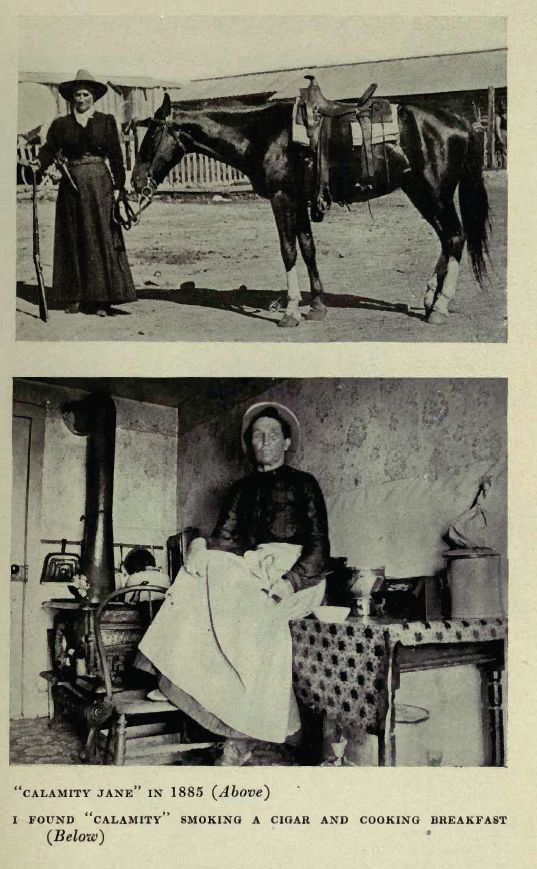
Martha Jane Cannary Burke alias Calamity Jane

Martha Jane Cannary war das älteste von sechs Kindern des Farmers Robert W. Cannary (1825–1867) und Charlotte M. Cannary, geborene Burge (1840–1866). Ihre Eltern hatten am 14. Juni 1855 in Polk, Iowa, dem damaligen Wohnort der erst 15 Jahre alten Charlotte, geheiratet. Die erste gesicherte Aufzeichnung über Martha Jane war der US-Zensus von 1860, bei dem die Behörden Missouris sie als vierjährig aufzeichneten, weshalb der Historiker Richard Etulain 1856 als das Geburtsjahr angibt. 1865 siedelte ihre Familie nach Virginia City, Montana, über. Auf dem Weg starb ihre Mutter Charlotte Cannary im Jahre 1866 in Black Foot. Bald nach der Ankunft in Virginia City zog die Familie im Frühjahr 1866 weiter nach Salt Lake City, das sie im Sommer erreichte. Ihr Vater Robert Cannary starb dort 1867.
Martha Jane schützte ihre kleineren Geschwister und versuchte, die Familie über Wasser zu halten. Von 1867 an reiste sie in Männerkleidern durch die westlichen US-Bundesstaaten und ging Gelegenheitsjobs nach. Sie war Postkutschenfahrerin, Saloondame, Krankenschwester, Goldgräberin und Scout für General Custers Truppen.
Calamity Jane wusste sich unter den Männern des Wilden Westens Respekt zu verschaffen: Sie rauchte, trank, kaute Tabak und fluchte. Bald wurde sie zur Legende. Bis heute ist unklar, ob sie gewisse Geschichten über Details aus ihrem Leben selbst in die Welt gesetzt hat oder ob diese der Realität entsprechen. Unklar ist beispielsweise, ob sie mit dem Revolverschützen Bill Hickok verheiratet war und mit ihm eine Tochter hatte. Wild Bill Hickok wurde 1876 bei einem Pokerspiel im Saloon No. 10 in Deadwood von Jack McCall hinterrücks erschossen. Es ist unklar, wie eng Jane tatsächlich zu Wild Bill stand, aber in ihrer Autobiographie beschreibt sie eine Liebesbeziehung.
1881 erwarb sie eine Farm in der Nähe des Yellowstone Parks, auf der sie für kurze Zeit eine Gastwirtschaft betrieb. Nach ihrer Heirat mit dem Texaner Clinton Burke und ihrem Umzug nach Boulder versuchte sie sich erneut als Wirtin. 1887 bekam sie eine Tochter, Jane, die sie aber zu Pflegeeltern gab.
Von 1893 an trat Calamity Jane in Fred N. Cummings Wildwest-Show als Stuntreiterin in der Rolle „Indianertöterin“ auf. 1901 nahm sie an der Pan-American Exposition teil. Zu diesem Zeitpunkt war sie bereits Alkoholikerin. Es hielt sie nie lange an einer Stelle, und sie geriet oft in Streit mit ihren Arbeitgebern.
Calamity Jane starb vereinsamt in einem Hotelzimmer in Terry (South Dakota). In ihrem Nachlass fand man ein Bündel Briefe an ihre Tochter, die sie nie abgeschickt hatte. Deren Authentizität wird allerdings bezweifelt. Sie wurde auf dem Mount Moriah Cemetery neben Bill Hickok beerdigt.

## In der Populärkultur
Comic:
- Calamity Jane tritt in mehreren Lucky-Luke-Comics auf, nämlich in Calamity Jane, Die Jagd nach dem Phantom, Die Daltons in der Schlinge und kurz in Lucky Luke gegen Joss Jamon (aber mit anderem Aussehen) sowie in der Hommage Zarter Schmelz.
- Wild West: 1. Calamity Jane - Jacques Lamontagne und Thierry Gloris, Dupuis 2020 (übersetzt aus dem Französischen von Tanja Krämling) Splitter Verlag, Bielefeld 2020, ISBN 978-3-96219-514-4

Hörspiel:
- Im Doctor Who Hörspiel „Calamity Jenny“ von Big Finish aus der Serie „Jenny, the Doctors daughter - still running“ schlüpft Jenny, die Tochter des Doctor, gespielt von Georgia Tennant in die Rolle der Revolverheldin. Unter anderem werden hier drin die ganzen „Unfälle“ aufgezählt und die Anstellung als Bardame erklärt, die zu Janes Bekanntheit beitrugen. Erschienen 2021, ISBN 978-1-83868-613-0

Filme, die das Leben von Calamity Jane aus der Sicht Hollywoods beschreiben:
- 1936: Der Held der Prärie – Regie: Cecil B. DeMille (mit Jean Arthur als Calamity Jane)
- 1948: Sein Engel mit den zwei Pistolen – Regie: Norman Z. McLeod (mit Jane Russell als C. J.)
- 1949: Rebellen der Steppe – Regie: George Sherman (mit Yvonne De Carlo als C. J.)
- 1950: The Texan meets Calamity Jane – Regie: Ande Lamb (mit Evelyn Ankers als C. J.)
- 1953: Schwere Colts in zarter Hand (Original: Calamity Jane) – Regie: David Butler (mit Doris Day als C. J.)
- 1984: Calamity Jane – Regie: James Goldstone (mit Jane Alexander als C. J.)
- 1995: Buffalo Girls – Regie: Rod Hardy (mit Anjelica Huston als C. J.)
- 1995: Wild Bill – Regie: Walter Hill (mit Ellen Barkin als C. J.)
- 2004: Deadwood (Fernsehserie) (mit Robin Weigert als C. J.)
- 2020: Calamity, une enfance de Martha Jane Cannary (Animationsfilm) – Regie: Rémi Chayé

Dokumentation:
- 2013: Calamity Jane – Cowgirl, Hure, Heldin (Original: Calamity Jane: Légende de l'Ouest) – Regie: Gregory Monro, Frankreich

Musik:
- 1990: Calamity Jane to Her Daughter, Liederzyklus von Ben Johnston nach den Briefen an ihre Tochter